# Stefano Agostini
Stefano Agostini (* 3. Januar 1989 in Udine) ist ein ehemaliger italienischer Radrennfahrer.
Stefano Agostini gewann 2006 und 2007 in der Juniorenklasse jeweils eine Etappe bei Tre Ciclistica Bresciana. Ab 2010 fuhr er für das Team GS Zalf Desirée Fior, für das er italienischer U23-Meister im Straßenrennen wurde und die Eintagesrennen Trofeo Città di San Vendemiano sowie Gran Premio Colli Rovescalesi gewann. Im Straßenrennen der Weltmeisterschaft wurde er 15. der U23-Klasse. 2011 war Agostini bei zwei Etappen des Giro Ciclistico d’Italia und bei der U23-Austragung der Trofeo Matteotti erfolgreich. Bei dem Giro Ciclistico d’Italia wurde er außerdem Dritter der Gesamtwertung. Von 2012 bis 2013 fuhr er für das italienische ProTeam Liquigas-Cannondale.
Am 20. September 2013 wurde bekannt, dass Agostini am 21. August 2013 bei einer Dopingprobe positiv auf Clostebol getestet wurde. Sein Team entließ ihn daraufhin. Die UCI sperrte ihn für 15 Monate und im April 2014 erklärte er sein Karriereende.

## Erfolge
2010
- Trofeo Città di San Vendemiano
- Italienischer Meister – Straßenrennen (U23)

2011
- zwei Etappen Giro Ciclistico d’Italia

## Teams
- 2011 Liquigas-Cannondale (Stagiaire)
- 2012–2013  Liquigas-Cannondale